# Frank Albertson
Frank Albertson (Fergus Falls, 2 febbraio 1909 – Santa Monica, 29 febbraio 1964) è stato un attore statunitense.

## Biografia
Nato a Fergus Falls, nel Minnesota, Francis Healy Albertson iniziò a recitare già all'età di tredici anni, quando, mentre era assistente presso un laboratorio fotografico, ottenne i primi ruoli come comparsa.
Tra film e programmi televisivi, Albertson, a cui è dedicata una stella nell'Hollywood Walk of Fame, prese parte a oltre 180 diverse opere.

## Filmografia parziale

### Cinema
- I pionieri (The Covered Wagon), regia di James Cruze (1923)
- Words and Music, regia di James Tinling (1929)
- Saluto militare (Salute), regia di John Ford, David Butler (1929)
- Il sottomarino (Men Without Women), regia di John Ford (1930)
- Come nasce l'amore (The Big Party), regia di John G. Blystone (1930)
- Sam Lee principe cinese (Son of the Gods) (1930)
- Temerario nato (Born Reckless), regia di Andrew Bennison e John Ford (1930)
- La seduzione del peccato (Wild Company), regia di Leo McCarey (1930)
- I prodigi del 2000 (Just Imagine), regia di David Butler (1930)
- So This Is London, regia di John G. Blystone (1930)
- Traveling Husbands, regia di Paul Sloane (1931)
- Un americano alla corte di re Artù (A Connecticut Yankee), regia di David Butler (1931)
- La trovatella (The Brat), regia di John Ford (1931)
- Way Back Home, regia di William A. Seiter (1931)
- L'aeroporto del deserto (Airmail), regia di John Ford (1932)
- The Cohens and Kellys in Trouble, regia di George Stevens (1933)
- Sempre nel mio cuore (Ever in My Heart), regia di Archie Mayo (1933)
- Lo scandalo dei miliardi (Billion Dollar Scandal), regia di Harry Joe Brown (1933)
- La donna nell'ombra (The Life of Vergie Winters), regia di Alfred Santell (1934)
- Bachelor of Arts, regia di Louis King (1934)
- Vissi d'arte (Enter Madame), regia di Elliott Nugent (1935)
- Primo amore (Alice Adams), regia di George Stevens (1935)
- La ragazza del porto (Waterfront Lady), regia di Joseph Santley (1935)
- All'est di Giava (East of Java), regia di George Melford (1935)
- Ah, Wilderness!, regia di Clarence Brown (1935)
- Kind Lady, regia di George B. Seitz (1935)
- Sogni dorati (The Farmer in the Dell), regia di Ben Holmes (1936)
- Furia (Fury), regia di Fritz Lang (1936)
- La conquista del West (The Plainsman), regia di Cecil B. DeMille (1936)
- La vita a vent'anni (Navy Blue and Gold), regia di Sam Wood (1937)
- Mother Carey's Chickens, regia di Rowland V. Lee (1938)
- Servizio in camera (Room Service), regia di William A. Seiter (1938)
- Ossessione del passato (The Shining Hour), regia di Frank Borzage (1938)
- Situazione imbarazzante (Bachelor Mother), regia di Garson Kanin (1939)
- Behind the News, regia di Joseph Santley (1940)
- La vendetta dei Dalton (When the Daltons Rode), regia di George Marshall (1940)
- Dr. Christian Meets the Women, regia di William C. McGann (1940)
- L'uomo elettrico (Man Made Monster), regia di George Waggner (1941)
- Father Steps Out, regia di Jean Yarbrough (1941)
- Il Re della Louisiana (Louisiana Purchase), regia di Irving Cummings (1941)
- L'isola della gloria (Wake Island), regia di John Farrow (1942)
- Rosie the Riveter, regia di Joseph Santley (1944)
- Un fidanzato per due (And the Angels Sing), regia di George Marshall (1944)
- La brigata del fuoco (Arson Squad), regia di Lew Landers (1945)
- They Made Me a Killer, regia di William C. Thomas (1946)
- La vita è meravigliosa (It's a Wonderful Life), regia di Frank Capra (1946)
- I trafficanti (The Hucksters), regia di Jack Conway (1947)
- Dill l'uccisore (Killer Dill), regia di Lewis D. Collins (1947)
- L'alibi sotto la neve (Nightfall), regia di Jacques Tourneur (1957)
- Duello nell'Atlantico (The Enemy Below), regia di Dick Powell (1957)
- L'ultimo urrà (The Last Hurrah), regia di John Ford (1958)
- Psyco, regia di Alfred Hitchcock (1960)
- Johnny Cool, messaggero di morte (Johnny Cool), regia di William Asher (1963)
- Ciao ciao Birdie (Bye Bye Birdie), regia di George Sidney (1963)

### Televisione
- Frida (My Friend Flicka) – serie TV, episodio 1x24 (1956)
- Celebrity Playhouse – serie TV, episodio 1x29 (1956)
- Sugarfoot – serie TV, 4 episodi (1957-1961)
- The Restless Gun – serie TV, episodio 2x36 (1959)
- Peter Gunn – serie TV, episodio 2x08 (1959)
- Ricercato vivo o morto (Wanted: Dead or Alive) – serie TV, episodi 2x09-3x08 (1959-1960)
- Hawaiian Eye – serie TV, episodio 1x20 (1960)
- Thriller – serie TV, episodio 1x14 (1960)
- The Aquanauts – serie TV, episodio 1x09 (1960)
- Michael Shayne – serie TV episodio 1x18 (1961)
- Scacco matto (Checkmate) – serie TV, episodio 1x23 (1961)
- The Dick Powell Show – serie TV, episodio 1x08 (1961)
- Maverick – serie TV, episodio 5x08 (1962)
- Going My Way – serie TV, episodio 1x15 (1963)
- Bonanza – serie TV, episodio 5x02 (1963)
- Mr. Novak – serie TV, episodio 1x20 (1964)
- Il virginiano (The Virginian) – serie TV, episodio 2x19 (1964)

## Doppiatori italiani
- Carlo Romano in La vita è meravigliosa
- Luigi Pavese in Psyco
- Mino Caprio in Servizio in camera (ridoppiaggio)